# ويلبر هيغباي
ويلبر هيغباي (بالإنجليزية: Wilbur Higby)‏ هو ممثل أمريكي، ولد في 21 أغسطس 1867 في ميريديان في الولايات المتحدة، وتوفي في 1 ديسمبر 1934 في هوليوود في الولايات المتحدة بسبب ذات الرئة.

## وصلات خارجية
- ويلبر هيغباي على موقع IMDb (الإنجليزية)
- ويلبر هيغباي على موقع قاعدة بيانات الفيلم (الإنجليزية)